# Gasparo Alberti
Gasparo Alberti   (Pàdua, 1485 (Gregorià) - 1560 (Gregorià)) va ser un sacerdot italià i compositor d'obres sagrades del Renaixement.

## Biografia
La vida i l'obra de Gasparo Alberti només es van fer més conegudes a partir de la dècada de 1950, després que el musicòleg danès Knud Jeppesen descobrís tres llibres de cor amb manuscrits d'Alberti al seu lloc de treball a la basílica Santa Maria. Maggiore. Bergamo descobert.
Va treballar i anà pujant de categoria a la basílica de Santa Maria Maggiore, a Bèrgam, començant com a clergue el 1503, convertint-se en mestre de cor el 1508 i magister cappellae (mestre de capella) cap a 1525 i, on va tenir entre els seus alumnes el bergamasc Antonio Scandelli. Es va veure obligat a retirar-se el 1550, però va ser re-nomenat i treballar allà fins al 1559. Alberti va ser un dels primers compositors a utilitzar diverses tècniques noves, incloent-hi l'ús de cori spezzati i salmi spezzati, especialment dins de la Passió, on el va utilitzar tant pel poble com per a les paraules de Jesús, o vox Christi. Les Passions d'Alberti van ser les primeres que van definir polifònicament les paraules de Jesús. Tot i que va ser un usuari primerenc d'aquestes tècniques, no es creu que les hagi originat ni difós de manera significativa. Malgrat això, va ser una força important en la música sagrada italiana, especialment en el període anterior a Palestrina.
El seu llibre de misses va ser el primer que va ser publicat per un sol compositor italià. Les obres d'Alberti van ser redescobertes pel musicòleg danès Knud Jeppesen als anys seixanta.